# ジョディ・ウィテカー
- ジョディ・ウィテカー[1]
- ジョディ・ウィッテカー[2]

ジョディ・オークランド・ウィテカー（英: Jodie Auckland Whittaker、1982年6月17日 - ）はイングランド出身の女優である。2006年の長編映画『ヴィーナス』で映画デビューし、この作品で英国インディペンデント映画賞・サテライト賞にノミネートされた。2011年のカルトSF映画『アタック・ザ・ブロック』や、アンソロジーシリーズ『ブラックミラー』のエピソード『人生の軌跡のすべて』（2011年）、クリス・チブナル制作のテレビドラマ『ブロードチャーチ〜殺意の町〜』（2013年 - 2017年）などが高く評価されている。
2017年7月には、イギリス・BBCのドラマシリーズ『ドクター・フー』で、13代目かつ女性として初めてとなるドクター役を演じることが明らかにされた。

## 幼少期
ウィテカーはウェスト・ヨークシャー、スケルマンソープで育った。同州のシェリー・カレッジ (Shelley College) に通った後、ギルドホール音楽演劇学校に進学し、2005年に演技部門の金メダルを取って卒業した。

## キャリア
ウィテカーは、2005年にシェイクスピアズ・グローブで上演された "The Storm" でプロデビューし、以来映画やテレビ・ラジオ番組、舞台演劇などで活躍している。2007年には、急病となったキャリー・マリガンの代役として、ロイヤル・コート・シアターの『かもめ』に出演し、またアルメイダ・シアターでの慈善興行にも出演した。
ウィテカーにとって初めての大役となったのは、映画『ヴィーナス』で演じたジェシー / ヴィーナス役である。2008年にはスティーヴン・ポリアコフの戯曲 "Blinded by the Sun" のラジオ番組版に出演したほか、ジュディス・フレンチによるオリジナル・ラジオドラマ『アンシーン・オースティン』"Unseen Austen" ではリディア・ベネット役を演じた。2009年には映画 "Ollie Kepler's Expanding Purple World"、BBC Twoのドラマ『ロイヤル・ウェディング』"Royal Wedding"、短編映画『ウィッシュ143』に出演した。うち『ウィッシュ143』は、第83回アカデミー賞でアカデミー短編映画賞にノミネートされた。
2009年には、アイルランドのコメディ・クライム映画『ペリエズ・バウンティ』に出演している。2010年には、映画『キッド』に出演したほか、BBCのドラマ『アキューズド』"Accused" で主演した。2011年には、サラ・ウォーターズの『夜愁』を映像化したBBCのドラマでヴィヴ役を演じ、同年にはカルト映画『アタック・ザ・ブロック』にも出演した。2012年には、ミュージカル・コメディドラマ『グッド・ヴァイブレーションズ』に出演している。
2013年3月から4月にかけて、ウィテカーはITVのドラマ『ブロードチャーチ〜殺意の町〜』に登場し、シリーズ終了の2017年まで3シリーズに渡って出演した。2014年1月には、実話を基にしたABCのスパイドラマシリーズ『アセッツ』に出演した。
2017年7月16日、BBCはドラマシリーズ『ドクター・フー』の新ドクターとしてウィテカーを起用したことを発表した。彼女はのべ13代目のドクターとなるほか、女性として初めてドクター役を演じることになり、2017年のクリスマス・エピソード ("The Doctors") で初登場するとされた。彼女の新ドクター就任に伴い、『ブロードチャーチ』を制作したチブナルが同シリーズの制作総指揮ならびにヘッド・ライターに就任する。キャスティング後、秘密を守るため夫やマネージャーとは、ドクター役を示す符牒として「クルーニー」を用いやりとりしていたという。白人男性キャストばかりだったことから、彼女のキャスティングには多くのファンから絶賛の声が寄せられたが、疑問視される声もあった。女性初のドクター役について、彼女はインタビューで次のように発言している。
2020年にラジオ・タイムズが行った人気投票では、ウィテカー演じる13代目ドクターは読者投票で10代目ドクター（演：デイヴィッド・テナント）に次ぐ第2位の票数を記録した。2021年7月29日、BBCはウィテカーとクリス・チブナルが『ドクター・フー』を降板することを発表した。両者の降板は2022年で、降板前に3本のスペシャルエピソードが放送される予定。

## 私生活
ウィテカーは、2008年にアメリカ人俳優のクリスチャン・コントレラスと結婚した。2015年には第1子が生まれている。
甥っ子にあたるハリー・ウィテカー（英: Harry Whittaker）はダウン症を患っており、2014年に3歳で亡くなるまで、ソープオペラ『エマーデイル』でダウン症児のリオ・ゴスカーク (Leo Goskirk) を演じていた。

## 著書

### 寄稿
- Feminists Don't Wear Pink (and other lies): Amazing women on what the F-word means to them, (2018年) Penguin. ISBN 978-0241357187

## フィルモグラフィ

### 舞台
| 年     | 作品名                     | 役名                                       | 劇場                           |
| ------ | -------------------------- | ------------------------------------------ | ------------------------------ |
| 2005年 | The Storm                  | アンペリスカ Ampelisca                     | シェイクスピアズ・グローブ     |
| 2006年 | Enemies                    | ナディア Nadya                             | アルメイダ・シアター           |
| 2007年 | A Gaggle of Saints         | スー Sue                                   | トラファルガー・スタジオズ     |
| 2007年 | かもめ The Seagull         | ニーナ / Nina （キャリー・マリガンの代役） | ロイヤル・コート・シアター     |
| 2007年 | 醒めて歌え Awake and Sing! | ヘニー・バーガー Hennie Berger             | アルメイダ・シアター           |
| 2012年 | アンティゴネ Antigone      | アンティゴネ Antigone                      | ロイヤル・ナショナル・シアター |

### ラジオ
| 年     | 作品名             | 役名                             | 放送局      |
| ------ | ------------------ | -------------------------------- | ----------- |
| 2008年 | Blinded by the Sun | [ 40 ]                           | BBC Radio 4 |
| 2008年 | Unseen Austen      | リディア・ベネット Lydia Bennett | BBC Radio 4 |